# Gruff Rhys
Gruffudd Maredudd Bowen Rhys (Haverfordwest, 18 de julio de 1970) es un músico, compositor, productor, cineasta y autor galés.

## Carrera
Rhys actúa en solitario y con varias bandas, entre ellas Super Furry Animals, que obtuvieron un gran éxito en la década de 1990, y formó el grupo de electro-pop Neon Neon con Boom Bip. Su álbum Stainless Style fue nominado al Nationwide Mercury Prize de 2008. Ganó el Welsh Music Prize de 2011 por su álbum Hotel Shampoo, al que siguió American Interior en 2014, acompañado de una película, un libro y una aplicación móvil. Su álbum más reciente, Seeking New Gods, se publicó en 2021. Se le considera una figura del movimiento cultural galés conocido como el Cool Cymru.

## Discografía como solista
| 2005                                                     | Yr Atal Genhedlaeth - Publicado: 25 de enero de 2005 - Sello: Placid Casual | —  |
| 2007                                                     | Candylion - Publicado: 8 de enero de 2007 - Sello: Rough Trade Records      | 50 |
| 2011                                                     | Hotel Shampoo - Publicado: 14 de febrero de 2011 - Sello: Ovni              | 42 |
| 2014                                                     | American Interior - Publicado: 5 de mayo de 2014 - Sello: Turnstile         | 24 |
| 2018                                                     | Babelsberg - Publicado: 8 de junio de 2018 - Sello: Rough Trade             | 23 |
| 2019                                                     | Pang! - Publicado: 13 de septiembre de 2019 - Sello: Rough Trade            | 81 |
| 2021                                                     | Seeking New Gods - Publicado: 21 de mayo de 2021 - Sello: Rough Trade       | 10 |
| "—" denota que ese lanzamiento no ingresó en las listas. |                                                                             |    |